# Гунтека
Гунтека или Гондиока, Гунтеука (на латински: Guntheuca, Gondioque; 495 – 532) e кралица на франките, съпруга на франкския крал от рода на Меровингите Хлодомер и съпруга на брат му Хлотар I.

## Биография
Гунрека е внучка на Годегизел, крал на Женева през 473 – 501 г. и правнучка на Гундиох, краля на Бургундия.
Омъжва се за краля на Орлеан Хлодомер. Тя му ражда три сина Теодебалд, Гунтар и Хлодоалд (522 – 560). Хлодомер е убит на 21 юни 524 г. в битката при Везеронс. Гунтека се омъжва 524 г. за Хлотар I, крал на Соасон. Децата ѝ отиват да живеят при баба си Клотилда Бургундска. Техният чичо Хлотар I (със съгласито на брат си Хилдеберт I) убива десетгодишния Теодебалд и седемгодишния Гунтар, за да ги отстрани от наследство на трона. Най-малкият Хлодоалд е спасен от привържениците на баща му, става свещеник, основава манастира Saint-Cloud, близо до Париж и е канонизиран (Св. Клод).
Тя е кратко спомената от Григорий Турски в „Историята на франките“.